# Baía Prydz

A baía Prydz é uma enseada profunda da Antártida entre a Costa Lars Christensen e a Costa Ingrid Christensen. Porções da baía foram avistadas em janeiro e fevereiro de 1931 por baleeiros noruegueses e pela Expedição de Pesquisa Antártica Britânica-Australiana-Neozelandesa (BANZARE). Foi explorada em fevereiro de 1935 pelo baleeiro norueguês, Capitão Klarius Mikkelsen em Thorshavn, e mapeada em detalhe considerável a partir de fotos aéreas tiradas pela Expedição Lars Christensen de 1936-37. Recebeu seu nome de Olaf Prydz, gerente-geral da Hvalfangernes Assuranceforening em Sandefjord, Noruega.
A estação Progress russa está localizada na Baía Prydz no Oásis das Colinas Larsemann.
A estação chinesa Zhongshan está localizada na baía Prydz no oásis das colinas Larsemann.
A geleira Lambert flui do graben Lambert na plataforma de gelo Amery, no lado sudoeste da baía Prydz.